# Utricularia sect. Polypompholyx
Utricularia sect. Polypompholyx es una sección perteneciente al género Utricularia dentro de la familia Lentibulariaceae tiene las siguientes especies.

## Especies
Utricularia multifida

Utricularia tenella
- Datos: Q5225917